# Бункерный дед

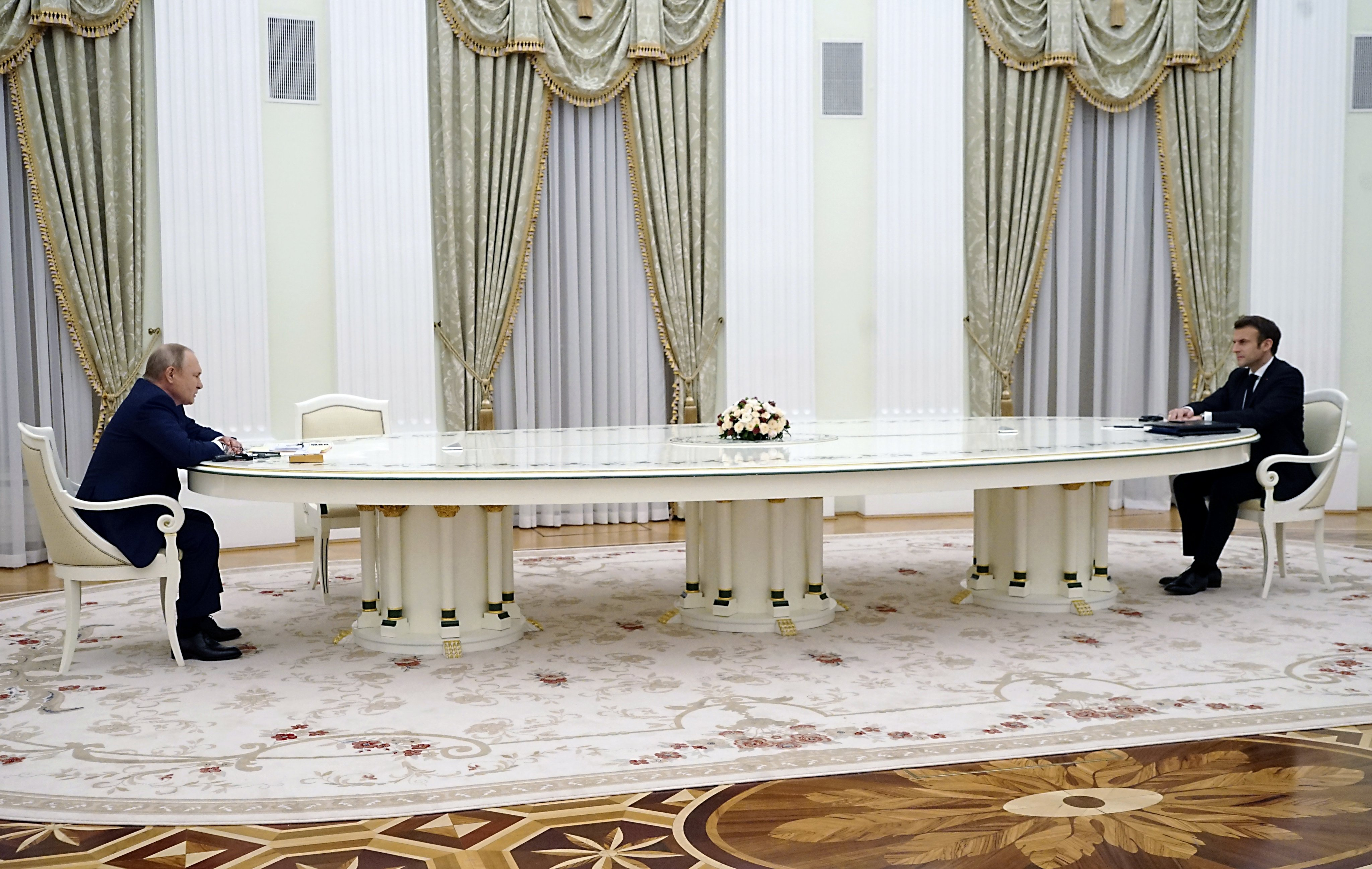
Длинный стол для переговоров, ставший символом экстремальной самоизоляции Владимира Путина

Бу́нкерный дед (также известны варианты «бу́нкерный» и «дед») — оскорбительное прозвище президента России Владимира Путина, ставшее интернет-мемом.

## Предпосылки появления
Образ Путина в роли «дедушки» стал формироваться задолго до 2021 года, однако прозвище «бункерный дед» получило массовое распространение после высказываний оппозиционного политика Алексея Навального в 2020 году.
В сентябре 2017 года журналист Андрей Колесников написал для The New Times колонку «Путин как дедушка нации», где проводится параллель с «дедушкой Лениным» и отмечается, что Путин часто встречается с молодёжью, особенно на мероприятиях, таких как «Прямая линия», «Таврида» и «Открытые уроки». Российский президент, по мнению автора, постепенно превращается из отца нации в её дедушку, увлекая молодежь «рассказами о беспилотниках, полётах на Марс, искусственном интеллекте и пассионарности русского народа», способного сохранять свой суверенитет и расширять его в течение тысячи лет.
Осенью 2017 года были организованы встречи Владимира Путина со студентами и школьниками. В тот период прошли множество антикоррупционных митингов, поддерживаемых сторонниками Алексея Навального. По словам политолога Марии Снеговой, изначально кремлёвские имиджмейкеры пытались придать образу Путина привлекательность для молодёжи, однако это усилие не увенчалось успехом, и Кремлю пришлось изменить стратегию, перейдя к образу «дедушки нации».
В декабре 2017 года в ходе своей пресс-конференции Владимир Путин ошибочно прочитал плакат «Путин — бабай», который держала журналистка из Татарстана, как «Путин, бай-бай». Девушка объяснила, что на татарском языке «бабай» значит «дедушка», а Путин затем пошутил, что «к старости глазами слаб стал».
В начале 2018 года лингвист и исследователь речевых портретов политических деятелей Елена Шмелёва в интервью «Голосу Америки» отметила, что процесс перехода Владимира Путина от образа мачо к образу деда уже фактически завершился. Согласно Шмелёвой, встречи с школьниками не только не принесли ожидаемого эффекта для Кремля, но также подчеркнули неспособность Путина использовать современный язык молодёжи.

## Развитие
По версии «Медиазоны», прозвище закрепилось за Владимиром Путиным в разгар пандемии COVID-19 в России. Лингвист Елена Шмелёва пишет, что если раньше Путину создавали образ секс-символа и альфа-самца, который скачет на лошади, гоняет на машине, летает на дельтаплане, ныряет на дно морское за амфорами, то в январе 2021 года за ним прочно закрепилось прозвище «бункерный дед» или «бункерный дедушка», а также вариация прозвища «бункерный обнулёныш».
Издание «Медуза» пишет, что Путин получил прозвище «бункерный дед» благодаря интернет-мему «Дед, пей таблетки, а то получишь по жопе», появившемуся в качестве лозунга на митингах в поддержку оппозиционного политика Алексея Навального после его ареста в январе 2021 года. Вскоре появилось расследование ФБК о «дворце Путина» под Геленджиком — под этим дворцом, как сообщается, находится гигантский бункер. Расследование возникло на фоне разговоров о строгой самоизоляции Путина в ходе распространения COVID-19 в России. С начала пандемии коронавируса большинство совещаний, включая все заседания Кабинета министров, Путин проводит по видеосвязи, а запланированные встречи с министрами — на большой дистанции друг от друга. Также периодически глава государства уходит на карантин.
Таким образом «дед», прятавшийся от опасной болезни, стал ещё и «бункерным». После начала вторжения России на Украину в 2022 году стали ходить слухи, теории заговора о «бункерах Путина», находящихся на Урале или Алтае, где президент якобы скрывается или руководит российскими войсками, находящимися на территории Украины, что сделало прозвище «бункерный дед» ещё популярнее.

## Использование
Прозвище «бункерный дед» используется различными украинскими обозревателями, российскими публицистами, украинскими и российскими комиками, другими людьми. Под данным прозвищем подразумевается какая-либо некомпетентность в силу преднамеренной изолированности, избегание решения очевидных проблем и иррациональность. Последнее подчёркивает, что президент России принимает якобы нерациональные и неадекватные решения, будто потеряв связь с реальностью.
После утечки исходных кодов «Яндекса» в январе 2023 года стало известно, что компания использовала патч, блокирующий показ изображений Путина при поиске по фразе «бункерный дед».

### Оппозиционные деятели
Алексей Навальный неоднократно употреблял прозвище «бункерный дед» по отношению к Владимиру Путину. К примеру, 22 июня 2020 года он использовал по отношению к Путину данное прозвище в своём блоге, где сообщил, что государство потратило на парад почти 1 млрд рублей, не считая расходов из военного бюджета: «Да купите лекарств пенсионерам за эти деньги. <…> Вот уж в последнюю очередь их мысли заняты парадом. Но бункерный дед хочет парад, ему надо покрасоваться на трибуне». В октябре 2020 года политик употребил прозвище «бункерный дедушка», опубликовав на своей странице в Instagram скриншот со списком самых просматриваемых видео на своём YouTube-канале. В феврале 2021 года Навальный во время своего задержания использовал в Химкинском городском суде такие прозвища, описывающие Путина, как «жаба, сидящая на трубе», «вороватый бункерный дед» и «бункерный дед». Редактор The Washington Post Робин Диксон пишет: «Навальный, мастер крылатых фраз, называет Путина „дедушкой в бункере“, изображая его лицемерным и коррумпированным».
Комментируя в отрицательном ключе цитаты Путина на Валдайском форуме, прошедшем в октябре 2022 года, колумнист The New Times Андрей Колесников подытожил: «Можно вывести дедушку из бункера, но бункер из дедушки — никогда».

### Официальные лица
Российские официальные лица сделали ряд публичных высказываний, в которых образ деда ошибочно воспринимался как намёк на Владимира Путина.
9 мая 2023 года пресс-службой главы ЧВК «Вагнер» Евгения Пригожина было опубликовано видео, в котором он заявлял о нехватке боеприпасов у ЧВК «Вагнер» и обвинил министерство обороны России в том, что оно не выполнило обещаний по поставкам снарядов. В одном из фрагментов Пригожин ругает некого дедушку: «Счастливый дедушка думает, что ему хорошо. <…> А вот что делать стране… если вдруг случайно, я просто предполагаю, окажется, что этот дедушка — законченный мудак?». Впоследствии глава ЧВК «Вагнер» уточнил, что «дедушка» вовсе не Путин, предлагая три альтернативных варианта: бывший заместитель министра обороны РФ генерал-полковник Михаил Мизинцев, начальник Генерального штаба армии РФ Валерий Герасимов и бывшая участница реалити-шоу «Дом-2» Наталья Хим, которая через социальные сети предложила ящики со снарядами. Согласно оценке The Moscow Times, после высказываний Евгения Пригожина с отсылками к «счастливому дедушке» президенту Путину пришлось срочно формировать новый образ.
8 июля 2023 года бывший президент России Дмитрий Медведев в своём Telegram-канале охарактеризовал президента США Джо Байдена как «сонного маразматика» и «старика, пребывающего в деменции», завершив своё высказывание предположением о том, что «одержимый нездоровыми фантазиями умирающий дед просто решил красиво уйти, спровоцировав ядерный Армагеддон и прихватив с собой на тот свет половину человечества». Данная цитата Медведева была вырвана пользователями социальных сетей из контекста, представив таким «дедом» Владимира Путина, а не Джо Байдена.

## Оценки
Как отмечает издание «Медуза», Путина называют «дедом» не «из-за его физиологического возраста или состояния здоровья», как в своё время Бориса Ельцина, «и не только из желания оскорбить». Мем «Дед, пей таблетки» по сути означает то же, что и мем «Ок, бумер»: ценности и представления, менталитет человека сформировались полвека назад в совсем другом мире, и они не подходят современному порядку, так как устарели. Историк Сергей Медведев отмечает, что «мем про неуклюжего бункерного деда» рождается из-за «конфликта дедов и внуков», как заявила политолог Екатерина Шульман, и именно в этом заключается настоящее различие ценности и стиля: даже не между телевизором и Facebook, а между телевизором и TikTok. Филолог и журналистка Ксения Туркова отмечает, что в русском языке слова «дед» и «дедушка» несут разные оттенки значений, и кажется, что ни образ «дед» в военном или криминальном контексте, ни «домашний» образ «дедушки» в тапочках с забытыми таблетками больше не подходят Кремлю.

## Признание
Прозвище «бункерный дед» вошло в тройку главных выражений 2021 года по версии конкурса «Слово года».